# Obstacle 1
Obstacle 1 – pierwszy singiel zespołu Interpol z debiutanckiego albumu Turn on the Bright Lights. Został wydany w 2002, a w 2003 ukazała się reedycja.
Utwór pojawia się w grze Guitar Hero World Tour.

## Lista utworów

### 2002 single
CD (OLE570-2):
1. "Obstacle 1" – 4:11
2. "PDA" (Live KCRW Morning Becomes Eclectic Session) – 4:56
3. "Hands Away" (Live Peel Session) – 3:10

7" vinyl (OLE570-7):
1. "Obstacle 1" – 4:11
2. "Obstacle 2" (Live Peel Session) – 3:50

### 2003 single
Remix CD (OLE594-2):
1. "Obstacle 1" (Arthur Baker Remix Edit) – 4:17
2. "Obstacle 1" (Arthur Baker Remix Long Version) – 5:55
3. "Obstacle 1" (Radio Edit) – 3:36

7" vinyl (OLE594-7):
1. "Obstacle 1" (Arthur Baker Remix Edit) – 4:17
2. "Obstacle 1" (Live Black Session) – 4:18

DVD (OLE594-9):
1. "Obstacle 1" (video) – 3:47
2. "Specialist" (Live Black Session) (audio) – 6:34
3. "Leif Erikson" (Live Black Session) (audio) – 3:55